# Смярдово-Краеньске
Смярдово-Краеньске (пол. Śmiardowo Krajeńskie) — село в Польше, входит в Великопольское воеводство, Злотувский повят, Гмина Краенка. Население — 470 человек.